# Firmino Rodrigues da Silva
Firmino Rodrigues da Silva (Niterói, 23 de outubro de 1816 — 4 de julho de 1879) foi um juiz desembargador e político brasileiro. Foi deputado geral e senador do Império do Brasil de 1861 a 1879.
Autor da celebrada "Nênia ao falecimento de Bernadino Ribeiro". Considerada uma obra prima da poética indianista tipicamente brasileira.